# Roland TR-808
Roland TR-808 Rhythm Composer (сокращённо TR-808) — драм-машина, выпускавшаяся японской корпорацией Roland в период с 1980 по 1983 год. Это одна из первых драм-машин, которая позволяла пользователям программировать ритмы вместо использования предустановленных пресетов. В отличие от своего ближайшего более дорогого конкурента, Linn LM-1, TR-808 генерирует звуки с использованием аналогового синтеза, а не путём воспроизведения сэмплов.
Выпущенная до мейнстрима электронной музыки TR-808 потерпела коммерческий провал. Выпустив около 12 000 единиц, Roland сняли модель с производства после того, как стало невозможно пополнить запасы полупроводников. В 1983 году ей на смену пришла TR-909.
В течение 1980-х годов TR-808 стала популярной среди андеграундных музыкантов благодаря своей доступности на вторичных рынках, простоте использования и своеобразному звучанию, особенно его гулкому бас-барабану. Драм-машина способствовала зарождению новых жанров музыки: электронных (включая EDM) и хип-хопа.
В конечном итоге модель приобрела культовый статус и была использована для записи большего количества хитов, чем любая другая драм-машина.

## Разработка
TR-808 — это произведение искусства. Это инженерное искусство, оно так красиво сделано. Если у вас есть представление о том, что происходит внутри, если вы посмотрите на принципиальную схему и увидите, как неизвестный инженер Roland извлекал максимальную пользу из сверхограниченных технологий, это невероятно. Вы смотрите на принципиальную схему, как на оркестровую партитуру, и думаете, как, чёрт возьми, им пришла в голову эта идея? Это гениально, это шедевр.
В 1960-х годах драм-машины чаще всего использовались в дополнении к электроорганам. Они не позволяли программировать ритм, вместо этого в них были предустановленные пресеты, например боссановы. В 1969 году компания Hammond Organ Company наняла американского музыканта и инженера Дона Льюиса для демонстрации их продукции, в том числе электрооргана со встроенной драм-машиной, разработанной японской компанией Ace Tone. Льюис был известен выступлениями с использованием модифицированных электронных инструментов за десятилетия до популяризации circuit bending, целенаправленного внесения ошибок и поломок в работающую схему с целью получения новых звуков. Он значительно модифицировал драм-машину Ace Tone, создавая свои собственные ритмы и проводя их через регулятор громкости в педали органа для акцентирования перкуссии.
К Льюису обратился Икутаро Какэхаси, президент и основатель Ace Tone, с целью выяснить, как он достиг подобного звучания. В 1972 году Какэхаси основал Roland Corporation и нанял Льюиса для помощи в разработке новых драм-машин. В 1978 году компания Roland выпустила CompuRhythm CR-78, первую драм-машину, с помощью которой пользователи могли писать, сохранять и воспроизводить свои собственные пресеты.
В Roland стремились разработать драм-машину для профессионального рынка, ожидая, что в первую очередь она будет использоваться для создания демозаписей. Инженеры разработали «синтезатор ударных», с помощью которого пользователи могли программировать последовательности ударных и менять разные параметры звучания. Хотя в Roland стремились имитировать реальную перкуссию, непомерно высокая стоимость компьютерной памяти заставила их разработать аппаратное обеспечение для генерации звука вместо использования сэмплов (предварительно записанных звуков). 
Аналоговые синтезаторы используют в качестве источников звука осцилляторы и генераторы шума. Характерный для модели тихий шум усиливается на барабанах и хлопках, а потом через фильтр проходит розовый шум для том-томов. Источник шума — самый важный компонент в драм-машинах, так как это неотъемлемая часть звука, особенно барабанов. TR-808 использует аналоговый синтез, поэтому задачей инженеров было тщательное совмещение транзисторов, иначе каждая драм-машина звучала бы по-своему. Какэхаси покупал неисправные транзисторы для создания характерного шипящего звук TR-808. В драм-машине используются дефектные n-p-n транзисторы 2SC828-R. На верхней части каждого из них нанесена красная краска для того, чтобы отметить их уникальность. Какэхаси утверждал, что при производстве партии из 10 000 транзисторов лишь 2-3% оказывались бракованными. TR-808 с обычными 2SC828 отличаются по звучанию из-за другого спектрального профиля шума и выходного уровня.

## Звучание и возможности
TR-808 имитирует акустическую перкуссию: большой и малый барабаны, томы, конгу, римшот, клаве, хлопки, маракасы, ковбелл, тарелку и хай-хэты (открытый и закрытый). Вместо того, чтобы воспроизводить сэмплы, драм-машина генерирует звуки с помощью аналогового синтеза, «TR» в названии означает «транзисторный ритм». Звуки не похожи на реальную перкуссию, и были описаны разными изданиями как «щёлкающие», «роботизированные», «космические», «игрушечные» и «футуристические». Журнал Fact описал их как комбинацию тонов синтезатора и белого шума, которые больше напоминают «взрывы, исходящие от BBC Radiophonic Workshop», чем на настоящую ударную установку.
TR-808 известна своим мощным звуком бас-барабана, созданным при помощи синусоидального генератора, фильтра нижних частот и усилителя, управляемого напряжением. Регулятор затухания большого барабана позволяет удлинять звук, создавая уникальные басовые звуки, которые со временем слегка сдвигались вниз по частоте, что, возможно, изначально не задумывалось инженерами. Журнал The New Yorker назвал бас-барабан отличительной чертой этой модели.
TR-808 стала первой драм-машиной, с помощью которой стало возможно программировать перкуссию от начала до конца, включая брейки и барабанную
дробь. TR-808 может запрограммировать до 32 пресетов с помощью пошагового секвенсора, объединить до 768 тактов и расставить разные акценты на звуковых дорожках. Пользователи также могут устанавливать темп и тактовый размер. В TR-808 есть регуляторы громкости для каждого голоса, многочисленные аудиовыходы и порт синхронизации DIN (предшественник MIDI) для синхронизации с другими устройствами. Его три триггерных выхода могут синхронизироваться с синтезаторами и другим оборудованием.

## Выпуск
TR-808 была выпущена в 1980 году со стартовой ценой в 1195 долларов США. Roland продавали его как доступную альтернативу Linn LM-1 производства Linn Electronics, в котором использовались сэмплы настоящих ударных установок. По сравнению с ним, TR-808 звучала упрощённо и искусственно. На тот момент электронная музыка ещё не стала мейнстримом, реалистично звучащие драм-машины пользовались бо́льшим спросом на рынке. В одном из обзоров того времени звучание TR-808 было названо «марширующими муравьедами», хотя некоторые издания были более благосклонны, включая журнал Contemporary Keyboard, который предсказал, что TR-808 станет «стандартом для ритм-машин будущего».
TR-808 потерпела неудачу с коммерческой точки зрения, было продано менее 12 000 единиц. Компания Roland прекратила производство модели в 1983 году. Одной из причин стало усовершенствование полупроводников, что сделало почти невозможным пополнение запасов неисправных транзисторов, необходимых для конструкции TR-808.

## Влияние и популярность
Хотя TR-808 не была коммерчески успешной, в конечном итоге она обрела культовый статус и использовалась для создания большего количества хитов, чем любая другая драм-машина. К моменту прекращения выпуска в 1983 году, TR-808 стала популярна на б/у рынке, часто продаваясь менее чем за 100 долларов. Простота в использования, доступность и своеобразное звучание сделали её культовой среди андеграундных музыкантов и продюсеров, и она стала основой для развивающихся жанров электронной музыки и хип-хопа.
Издание CBC News приписало первое использование TR-808 японской электронной группе Yellow Magic Orchestra в 1980 году. В 1982 году американский R&B-исполнитель Марвин Гэй выпустил хит «Sexual Healing», написанный с помощью TR-808. После возросшей популярности драм-машина стала часто сэмплироваться. Её популярность привела к созданию множества нелицензионных клонов. Издание Flavorwire написало, что TR-808 стала настолько вездесущей, что «её ритмы стали почти собственным языком», а звуки узнаваемы даже для слушателей, которые не знают, что такое драм-машины. В 2019 году журнал DJMag отметил, что это, вероятно, самая распространённая за 40 лет драм-машина.

### Хип-хоп
TR-808 сравнивается несколькими изданиями с гитарой Fender Stratocaster, которая значительно повлияла на развитие рок-музыки, по степени влияния на хип-хоп. Драм-машину использовали новаторские исполнители хип-хопа, включая Run-DMC, LL Cool J и Public Enemy. В частности, бас-барабан TR-808 стал настолько важным атрибутом жанра, что Хэнк Шокли из продюсерской группы The Bomb Squad заявил, что «без этого звука не возможен хип-хоп». Издание The New Yorker написало, что «ощущение дрожи от басового барабана 808, гремящего по бульварам в Окленде, Бронксе и Детройте, является частью культурной ДНК Америки». Зародившиеся в конце 1980 — начале 1990-х жанры кранк и bounce звучали «миксом из повторяющихся хуков и машинных ритмов Roland TR-808». Во время соперничества побережий в 1990-х года драм-машина перестала использоваться в треках Восточного побережья, но была популярна среди Западных исполнителей.
Рэпер Канье Уэст использовал TR-808 в каждом треке своего четвёртого студийного альбома 808s & Heartbreak (2008), что журнал Slate назвал «откровенным любовным письмом к устройству». В 2015 году The New Yorker писал, что драм-машина стала основой современного «саундтрека к городской молодёжной культуре», особенно в трэп-музыке, и повлияла на новую смесь EDM и ретро-хип-хопа, которая «охватывает и фетишизирует... музыку улиц из прошлого». Продюсер Lex Luger, популяризатор трэпа, стал известен благодаря «масштабному использованию 808-х». Его инструменталы повлияли на зарождение нового жанра дрилл.
Исполнители расширяли возможности TR-808. Согласно Slate, «эти восьмитактовые инструменты стали настоящими площадками для изобретательства и творчества». Так, продюсер Strafe использовал драм-машину, чтобы имитировать звук подземного ядерного испытания на сингле «Set It Off» 1984 года. Продюсер Рик Рубин популяризировал технику удлинения спада большого барабана и настройки его на разные высоты тона для создания басовых партий. Beastie Boys использовали реверсивную запись TR-808 на своём треке 1986 года «Paul Revere».

### Электронная музыка
В 1982 году Afrika Bambaataa и Soulsonic Force выпустили свой сингл «Planet Rock», в котором TR-808 использован для создания «странной, футуристической» перкуссии. Трек повлиял на развитие жанров электронной и хип-хоп-музыки, в частности майами-бейс и детройт-техно, а также популяризировал звук 808 как «фундаментальный элемент футуристического звука». Согласно Slate, «Planet Rock» «не столько прославил 808-й, сколько переориентировал весь мир танцевальной музыки постдиско вокруг него».
Стаккато и перкуссионные ударные стали основой для электро. Как недорогой способ воспроизведения звука ударных, TR-808 быстро завоевала популярность у исполнителей нового жанра из-за её способности генерировать экстремально низкие частоты большого барабана.
В Великобритании TR-808 была популяризирована электронной группой 808 State, которая получила своё название благодаря драм-машине. Её участник Грэм Мэсси сказал: «Оборудование Roland стало чем-то вроде эсперанто в музыке. Благодаря этой технологии весь мир стал менее отделённым, и в этом была классика — с этим оборудованием вы могли превзойти свою провинциальную музыку». С ростом рейв-культуры, предшественника эйсид-хауса, звук 808-го стал преобладающим на британском радио.

### Поп-музыка
TR-808 широко используется в поп-музыке. Издание The New Yorker написало, что драм-машина вызвала «большой взрыв великой эпохи разрушения поп-музыки, с 1983 по 1986 год», и что её «вызывающе неорганические тембры... набросали область нового мира музыки». В Slate считают, что она сыграла важную роль в переходе от традиционной структуры и гармонической последовательности к «мышлению с точки зрения последовательностей, дискретных звуковых пассажей» в поп-музыке.
Аргентинский артист Чарли Гарсия использовал TR-808 для записи всех перкуссий на своем втором студийном альбоме Clics modernos (1983). В концертном фильме Talking Heads 1984 года Stop Making Sense певец Дэвид Бирн исполняет «Psycho Killer», где TR-808 используется для создания звуков, похожих на выстрелы звуки. Барабанщик и автор песен Фил Коллинз использовал драм-машину для зацикливания ритмов. Для сингла Уитни Хьюстон 1987 года «I Wanna Dance With Somebody (Who Loves Me)» использовалась TR-808.

## Преемники
Следующая драм-машина Roland была названа TR-909. Она стала первой драм-машиной компании, в которой использовались сэмплы. Как и в TR-808, 909 модель оказала влияние на поп-музыку, а также такие жанры, как техно, хаус и эйсид.
Сэмплы TR-808 были включены в ReBirth RB-338, ранний программный синтезатор, разработанный Propellerhead Software. По словам Энди Джонса из MusicTech, ReBirth стал первой программной эмуляцией TR-808. В 2017 году сэмплы были удалены из программы, из-за заявления Roland о нарушении их интеллектуальной собственности. Сама Roland включила сэмплы TR-808 в несколько своих драм-машин, включая Грувбокс в 1990-х годах. Модели TR-8 и TR-8S были выпущены в 2010-х годах.
Невозможно произвести идеальную аналоговую копию Roland TR-808 без транзисторов, которые были использованы в оригинальных драм-машинах. Это связано с тем, что не существует другого транзистора или стабилитрона с точным спектральным профилем шума и выходным уровнем как у 2SC828-RNZ из конкретной партии 1970-х годов. В 2017 году Roland выпустила TR-08, миниатюрную модель 808 со светодиодным дисплеем, разъёмами MIDI и USB, расширенным управлением секвенсором и встроенным динамиком. Для её создания инженеры взяли один из оригинальных транзисторов и смоделировали его точную спектральную характеристику непрерывного выходного шума.
Roland также представила официальные программные эмуляции 808 и 909 в 2018 году. В 2019 году компания Behringer выпустила нелицензированный аналог Behringer RD-8 Rhythm Designer, который был сделан с аналоговой схемой.
В 2015 году вышел документальный фильм 808. Диктором выступил Зейн Лоу, в нём рассказывается история Roland TR-808, а также анализируется её влияние на индустрию.